# Bermudas en los Juegos Olímpicos de Helsinki 1952
Las Bermudas estuvieron representadas en los Juegos Olímpicos de Helsinki 1952 por un total de 6 deportistas, 4 hombres y 2 mujeres, que compitieron en 3 deportes.
El equipo olímpico bermudeño no obtuvo ninguna medalla en estos Juegos.